# Lo Causse de la Cèla
Lo Causse de la Cèla (en francès Causse-de-la-Selle) és un municipi occità del Llenguadoc, situat al departament de l'Erau i a la regió d'Occitània.